# أبيدجان
أبيدجان أكبر مدينة وعاصمة ساحل العاج السابقة. بلغ عدد سكان أبيدجان وفقًا لتعداد عام 2021 حوالي 6.3 مليون نسمة، أي ما يعادل 21.5% من إجمالي سكان البلاد، ما يجعلها سادس أكبر مدينة في أفريقيا من ناحية عدد السكان بعد لاجوس والقاهرة وكينشاسا ودار السلام وجوهانسبرج. تعد أبيدجان ملتقى ثقافي غرب أفريقيا، وتتميز بمستوى عالٍ من الصناعة والتحضر، وهي أكبر مدينة ناطقة باللغة الديولا والفرنسية في أفريقيا (بينما تعدّ كينشاسا مدينة ناطقة بلغة لينغالا بشكل رئيسي).
شهدت المدينة توسعًا سريعًا بعد بناء رصيف جديد عام 1931، تلاه تعيينها عاصمة المستعمرة الفرنسية آنذاك عام 1933. ساهم إتمام قناة فريدي عام 1951 في تحول أبيدجان إلى ميناء بحري مهم، وظلت أبيدجان عاصمة ساحل العاج بعد استقلالها عن فرنسا عام 1960، وفي عام 1983، عُينت مدينة ياموسوكرو عاصمة سياسية رسمية لساحل العاج. صُنفت أبيدجان رسميًا «العاصمة الاقتصادية» للبلاد، نظرًا لكونها أكبر مدينة في البلاد ومركز نشاطها الاقتصادي. بقيت العديد من المؤسسات السياسية وجميع السفارات الأجنبية موجودة في أبيدجان أيضًا، وتُعد دائرة أبيدجان المستقلة، التي تضم المدينة وبعض ضواحيها، واحدة من 14 مقاطعة في ساحل العاج.

## لمحة تاريخية

### الحقبة الاستعمارية
كانت أبيدجان في الأصل قرية صيد صغيرة للأتشان، وفي عام 1896، وبعد سلسلة من الأوبئة القاتلة بالحمى الصفراء، قرر المستوطنون الفرنسيون الذين استقروا في البداية في باسام الكبرى الانتقال إلى مكان أكثر أمانًا، فاختاروا الموقع الحالي لأبيدجان في عام 1898. أصبحت رسميًا مدينة في عام 1903. تبع المستوطنين الحكومة الاستعمارية التي أنشئت عام 1899. أصبحت بينجرفيل القريبة عاصمة المستعمرة الفرنسية من عام 1900 حتى عام 1934.
قدّمَت أبيدجان المستقبلية، الواقعة على حافة بحيرة ندوبي (البحيرة الساخنة)، مساحة أرض أكبر وفرصًا أوسع للتوسع التجاري. سرعان ما تفوّق الرصيف في بيتيت باسام (بورت بويه اليوم) جنوب المدينة على رصيف باسام الكبرى بالأهمية، ليصبح النقطة الرئيسية للوصول الاقتصادي إلى المستعمرة. كانت محطّة السكك الحديدية في عام 1904 موجودة في منطقة بورت بويه بأبيدجان. أصبحت أبيدجان في الوقت الذي لم تكن بينجرفيل قد اكتملت، بدءًا من عام 1904، المركز الاقتصادي الرئيسي لمستعمرة ساحل العاج وقناة رئيسية لتوزيع المنتجات إلى المناطق الداخلية الأوروبية، ولا سيما من خلال الجالية اللبنانية التي كانت تزداد أهمية.
تولى هنري دو فوجير منصب حاكم السودان الفرنسي عام 1924، واستمر في منصبه حتى وفاته عام 1931، ويحمل أحد الشوارع الرئيسية في أبيدجان اسمه حتى الآن.
رُبطت الهضبة بما سيصبح فيما بعد تريشفيل بجسر عائم في عام 1931، تقريبًا في موقع جسر هوفييت بويني الحالي. شهد عام 1931 أيضًا بداية تعيين عناوين لشوارع أبيدجان لأول مرة. انتهى مشروع التسمية بشكل مؤقت في عام 1964 تحت قيادة رئيس بلدية كونان كانجا، ثم أعيد إجراؤه بشكل سيئ على الطريقة الأمريكية في عام 1993.
أصبحت أبيدجان العاصمة الثالثة لساحل العاج بموجب مرسوم صدر عام 1934، بعد غراند باسام وبينجرفيل. أُخليت العديد من قرى التشامان آنذاك، وبقي زعيم مجتمع تشامان مقيمًا في أدجامي (الوسط أو اللقاء باللغة التشامانية)، شمال الهضبة.
نُقلت قرية دوغبيو جنوب منطقة الهضبة (المنطقة المركزية الحالية لمدينة أبيدجان) عبر البحيرة إلى أنومابو «غابة خفافيش الفاكهة» والتي أصبحت حيّ تريشفيل (المعروف الآن باسم كوميكرو، مدينة الموظفين). غُير اسم تريشفيل في عام 1934، تكريمًا لمارسيل تريش لابلين (1860-1890)، أول مستكشف لساحل العاج وأول حاكم استعماري لها، والذي يُعتبر مؤسسها. يوجد حاليًا شارع تريش لابلين بدلًا من دوغبيو، ومحطة الحافلات وحافلات البحيرة في الهضبة، وشارع شارل ديغول (المعروف باسم شارع التجارة).
تمتدّ المدينة وفق مخطط شبكي، كما هو الحال في معظم المدن الاستعمارية. سكن المستوطنون منطقة الهضبة المعروفة عند التشامان «بالمبراتو» أما في الشمال، فقد سكن المدينة السكان الأصليون. فصل بين المنطقتين ثكنات غالييني العسكرية، حيث يقع القصر العدلي حاليًا.
اتخذ المستوطنون موقفًا دفاعيًا قرب الميناء، حيث كان الشارع يُسمى في الأصل «بوليفار دي مرسيليا» وسرقوا لافتة شارع شهير من مرسيليا وأعادوا تسمية الشارع بكانبيير، وهو عبارة عن طريق رملي. تعد تلك الأسطورة التي تقبع وراء مصانع زيت بلوهورن الأولى في كوكودي، وقد بُني مضمار سباق في جنوب المدينة أيضًا.
بُني فندق باردون بارك في أربعينيات القرن العشرين في حي لو بلاتو، ليكون أول فندق مزوّد بالتكييف في أفريقيا الناطقة بالفرنسية.
أصبحت بحيرة أبيدجان متصلة بالبحر بعد الانتهاء من حفر قناة فريدي التي يبلغ عمقها 15 مترًا عام 1950. سرعان ما أصبحت أبيدجان المركز المالي لغرب أفريقيا، وفي عام 1958، انتُهي من بناء الجسر الأول الذي يربط جزيرة بيتي باسام بالبر الرئيسي.

### بعد الاستقلال

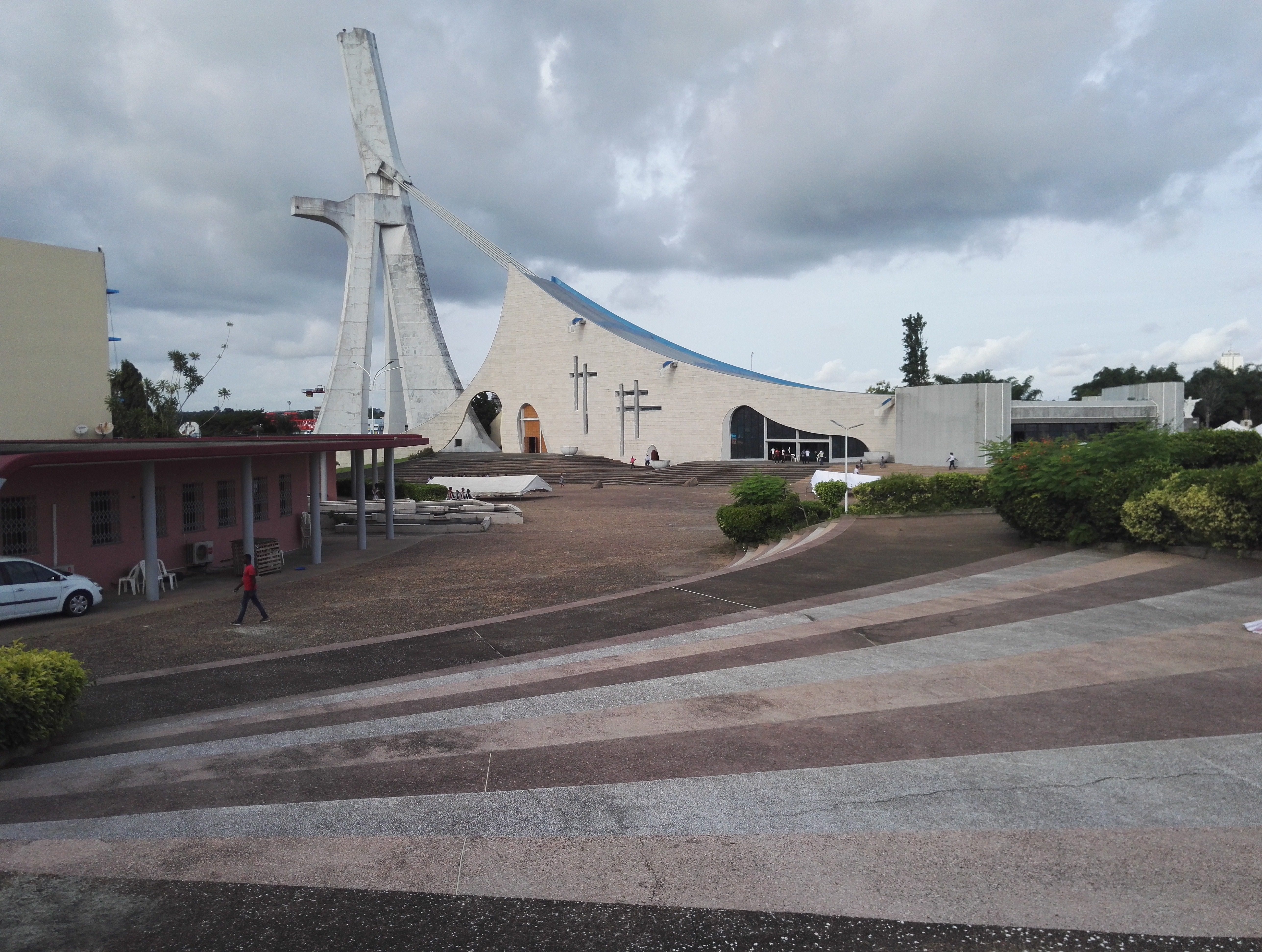
كاتدرائية سان بول في أبيدجان

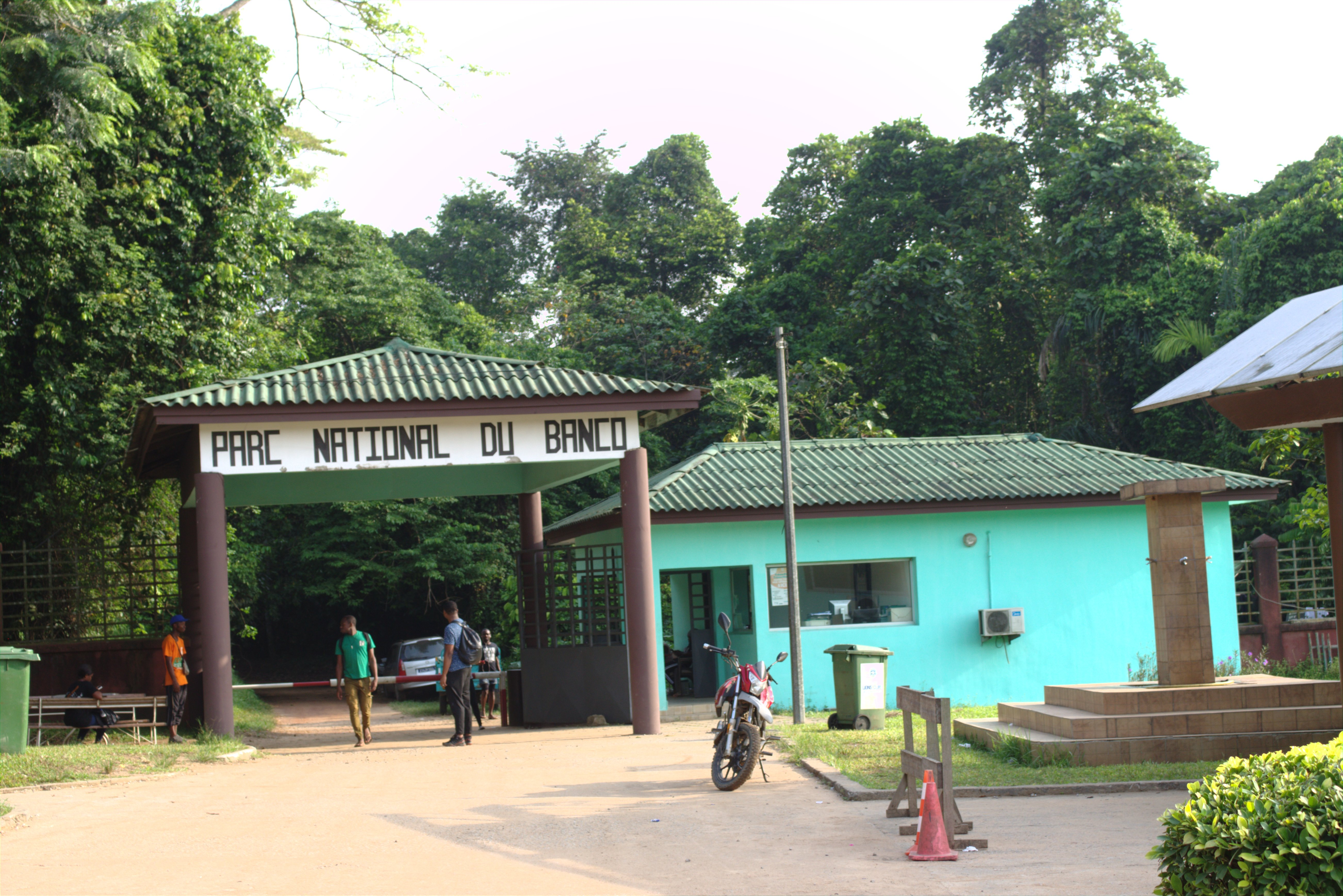
حديقة بانكو الوطنية

حصلت ساحل العاج على استقلالها في عام 1960، وأصبحت أبيدجان المركز الإداري والاقتصادي الجديد للبلاد. تحول المحور جنوبي تريشفيل، باتجاه المطار الدولي والشواطئ، إلى قلب أبيدجان الأوروبي والطبقة المتوسطة. شهدت المدينة نموًا سكانيًا كبيرًا في العقود التي تلت الاستقلال، إذ ارتفع عدد سكانها من 180,000 نسمة عام 1960 إلى 1,269,000 نسمة عام 1978. يعود تاريخ أفق مدينة أبيدجان إلى الازدهار الاقتصادي الذي شهدته هذه الفترة.
شُيّدت خلال تلك الفترة أحياء جديدة مثل كوكودي الراقية، التي بُنيت إلى حد كبير على الطراز الاستعماري، وقد أصبحت منذ ذلك الحين موطنًا لأثرياء ساحل العاج وكذلك المغتربين والدبلوماسيين الأجانب. يستضيف الحي سفارة فرنسا وفندق إيفوار (الذي كان لفترة طويلة الفندق الأفريقي الوحيد الذي يحتوي على حلبة للتزلج على الجليد)، ومنذ عام 2009، أصبح أكبر سفارة أمريكية في غرب أفريقيا.
بدأ تشييد كاتدرائية القديس بولس، التي صممها المهندس المعماري الإيطالي ألدو سبيريتو، بعملية وضع حجر الأساس عام 1980 على يد البابا يوحنا بولس الثاني، واكتمل البناء عام 1985. تراجعت حظوظ أبيدجان منذ ثمانينيات القرن العشرين نتيجة الإهمال من جانب المسؤولين فضلًا عن الفساد والتدهور العام. أصبحت قرية ياموسوكرو العاصمة السياسية الجديدة لساحل العاج في عام 1983، تحت قيادة الرئيس فيليكس هووفيت بويني، الذي ولد في ياموسوكرو.
عانت أبيدجان من عواقب الحرب الأهلية الأولى والثانية في ساحل العاج، بين عامي 2002-2007 وعامي 2010-2011 خاصةً. اندلع صراع مسلح في نوفمبر 2004، بين القوات الفرنسية وقوات ساحل العاج الموالية للرئيس لوران غباغبو بعد أن هاجم سلاح الجو الإيفواري قوات حفظ السلام الفرنسية في شمال ساحل العاج. وبعد أن دمرت فرنسا القدرات الجوية لساحل العاج انتقامًا، نظمت جماعات موالية لغباغبو أعمال شغب ونهب في أبيدجان واستهدفت المنازل والمدارس والشركات الفرنسية. انتقلت قوات حفظ السلام الفرنسية إلى المدينة لتهدئة الوضع. شملت الأزمات الأخرى خلال فترة الحرب الأهلية الأولى قضية البروبو كوالا في عام 2006، إذ تسببت المنتجات الملقاة في طلب آلاف السكان للعناية الطبية. أثرت الصراعات الأهلية في ساحل العاج بشكل خطير على الوضع الأمني في أبيدجان. فرّ 4000 سجين من أكبر سجن في البلاد وسط أعمال الشغب المناهضة لفرنسا في نوفمبر 2004.
كانت أبيدجان من أبرز المسارح الرئيسية لأزمة ساحل العاج بين عامي 2010-2011، وموقعًا للمظاهرات الكبرى ضد الرئيس غباغبو، بما في ذلك مظاهرة يوم المرأة العالمي في عام 2011 والتي شهدت مقتل العديد من المتظاهرين على يد قوات غباغبو. جاءت نهاية الأزمة مع القبض على غباغبو في أبيدجان في أبريل 2011، في أعقاب هجوم كبير شنته القوات الموالية للفائز في الانتخابات الحسن واتارا بدعم من فرنسا والأمم المتحدة.

## ميناء المدينة

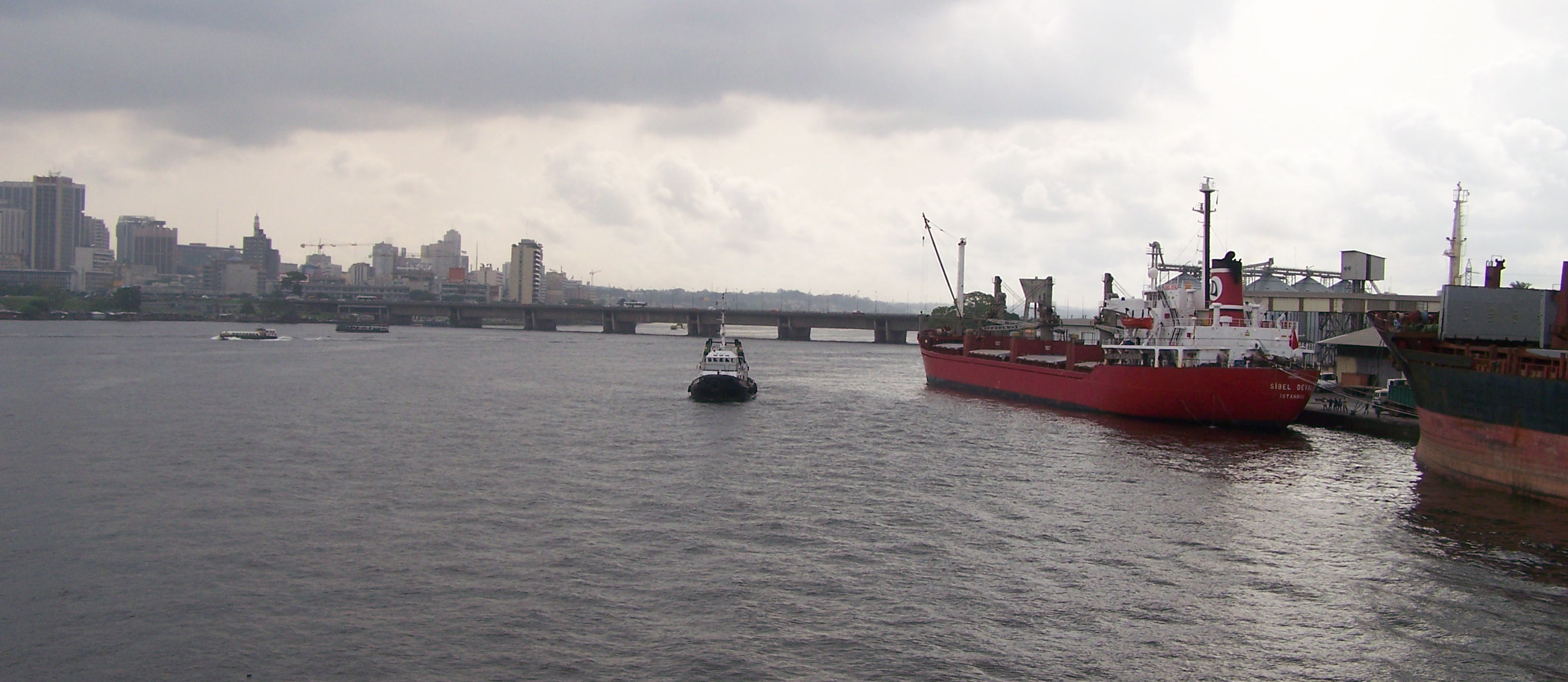

تقع المدينة على قناة بحرية تسمى لاغون ترتبط مع خليج غانا. نمت المدينة بعد تأسيس الميناء عام 1931 لتصبح عاصمة للمستعمرات الفرنسية شرقي أفريقيا وتطرت أكثر بعد إنشاء قناة فريدي عام 1951 لتربط المدينة بالمحيط الأطلسي. يعتبر ميناء ابيجان من أهم المراكز الحيوية للتصدير والاستيراد في غرب
افريقا حيث يتم إنتاج عدة منتوجات في المدينة ومن أهمها قطع غيار سيارات، المشروبات كحولية، والصابون. بالإضافة إلى انه يتم عملية تحضير لكل من حب الكاكاو، حب القهوة، التمر، والزيوت النباتية.

## المؤسسات الحكومية
لا تزال غالبية المؤسسات الحكومية الإيفوارية موجودة في أبيدجان ولم يتم نقلها إلى العاصمة السياسية ياموسوكرو. يقع مكتب الرئيس في كوكودي، والبرلمان والمجلس الدستوري والمحكمة العليا ومستشارية النظام الوطني كلها في لو بلاتو. تحت رئاسة لوران غباغبو (2000-11)، بذلت جهود لإنفاذ مشروع جعل مدينة ياموسوكرو العاصمة السياسية لدولة ساحل العاج، ولا يزال هذا الهدف هو إجماع القادة السياسيين في البلاد.
تقع المكاتب الحكومية في لو بلاتو في المنطقة الإدارية في أبيدجان، أو بالقرب من كاتدرائية القديس بول في أبيدجان، أو في أي مكان آخر في المباني الكبيرة بالمدينة.

## الأقتصاد
تقع البورصة الإقليمية لغرب إفريقيا وهي البورصة الرئيسية لساحل العاج والدول السبع الأخرى في الاتحاد الاقتصادي والنقدي لغرب أفريقيا (UEMOA)، في أبيدجان. يقع المكتب الرئيسي لشركة إير إيفوار في أبيدجان.

## التعليم

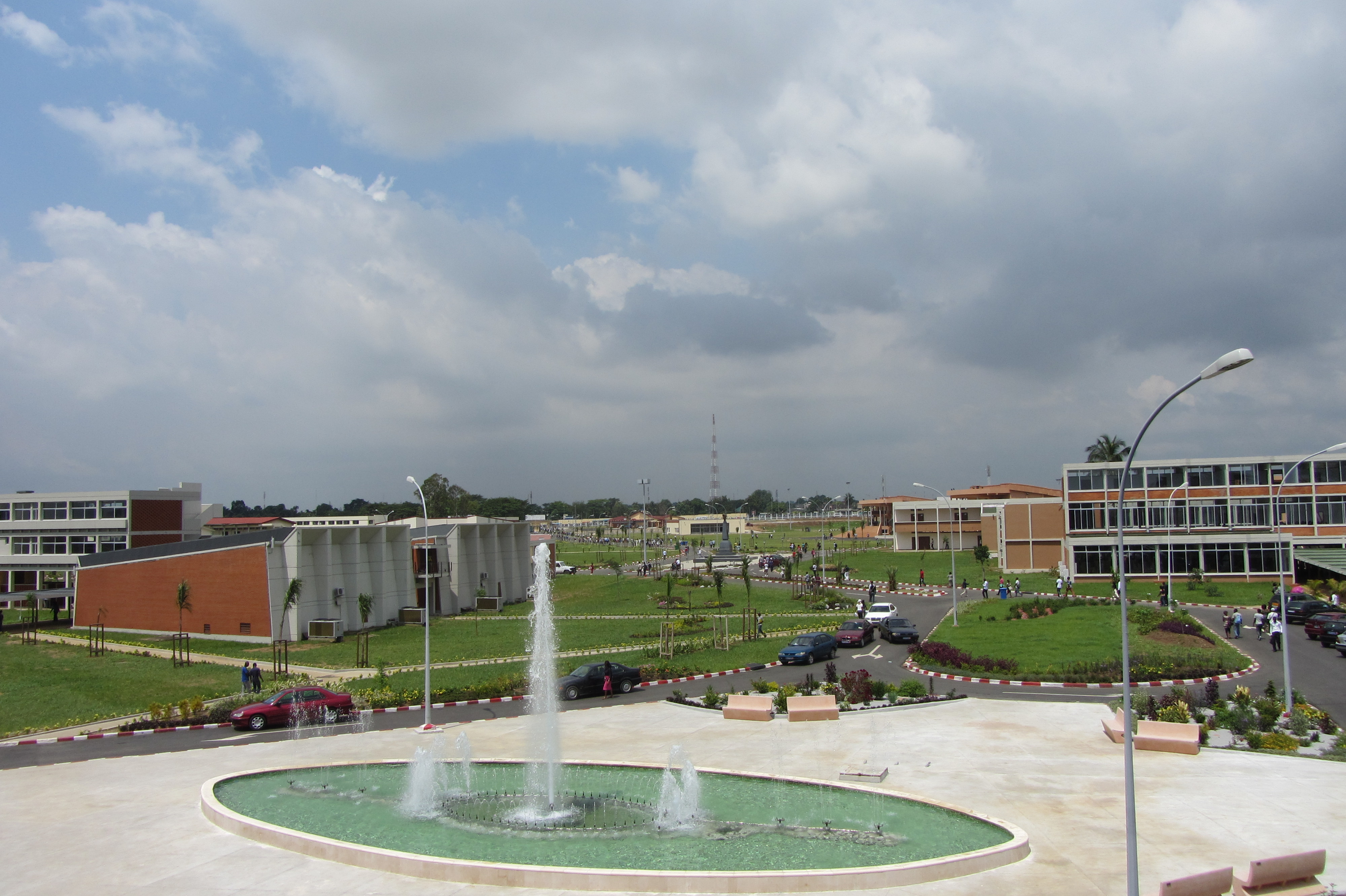
الحرم الجامعي لجامعة Félix Houphouët-Boigny

في ساحل العاج، يبلغ معدل الالتحاق بالتعليم 74٪ والوصول إلى التعليم الثانوي يعتمد على تقييم الدخول في المرحلة السادسة وبعد ذلك يُسمح لثلث الطلاب بمتابعة دراستهم، ويقيم 24٪ من الطلاب في أبيدجان، والتي تشكل 20٪ من إجمالي عدد السكان. أبيدجان هي موقع المؤسسات التعليمية الرئيسية في ساحل العاج. وتشمل هذه المدارس المدرسة الكلاسيكية بأبيدجان، ومدرسة بلايز باسكال وهي مدرسة فرنسية. أعيد افتتاح مدرسة جيان ميرموز الدولية مؤخرًا، التي أسسها بيير بادوفاني. عانت المؤسسة من حرب مدمرة وأجبرت على الإغلاق.

## الرياضة
تعد ساحل العاج موطنًا لفرق من عدة رياضات: (كرة السلة، وألعاب القوى، والرجبي، وكرة اليد، والكرة الطائرة)، وتحظى كرة القدم بشعبية كبيرة في أبيدجان. أبيدجان هي موطن نادي أسيك ميموزا، أحد أندية كرة القدم الرائدة في البلاد.

### كرة القدم
- اتحاد ساحل العاج لكرة القدم
- أندية كرة القدم

| النادي        | الملعب                   | تأسس سنة | الألقاب | الكؤوس |
| ------------- | ------------------------ | -------- | ------- | ------ |
| أسيك أبيدجان  | ملعب فيليكس هوفويت-بواني | 1948     | 22      | 14     |
| أفريكا سبورتس | ملعب روبرت شامبورو       | 1947     | 14      | 13     |
| ستاد أبيدجان  | ستاد بلدية أبيدجان       | 1936     | 5       | 5      |
| ستيلا أبيدجان | ملعب روبرت شامبورو       | 1953     | 3       | 2      |
| شباب أبيدجان  | ملعب روبرت شامبورو       | 1932     |         | 1      |

### رياضات أخرى

#### كرة سلة
- اتحاد ساحل العاج لكرة السلة.[21]
- الأندية: نادي أبيدجان لكرة السلة، نادي أبيدجان الرياضي، أسيك ميموزا، فينيكس باسكيت كلوب دي كوكودي، ونادي جينيراسيون لكرة السلة (جي بي سي) وهو ناد جديد من المتطوعين الشباب الذين يريدون أن يصبحوا لاعبي كرة سلة.

#### كرة القدم الأمريكية
- اتحاد ساحل العاج للرجبي.
- الأندية: نادي جامعة أبيدجان، تريتشفيل بيافرا أوليمبيك.

#### ركوب الدراجات
- اتحاد ساحل العاج للدراجات.
- الأندية: أسفا موسو، نادي دازاجوي، إيه إس كافيل دي كوماسي، نادي دي لوسيان، نادي يوبوغون.

#### تنس
- اتحاد ساحل العاج للتنس.
- الأندية: نادي البحارة.

#### الجودو
- اتحاد ساحل العاج للجودو.

### الملاعب
- ملعب فيليكس هوفويت-بواني.
- ملعب روبرت شامبورو.
- ستاد بلدية أبيدجان.

## توأمة
لأبيدجان اتفاقيات توأمة مع كل من:
- سان فرانسيسكو
- تيانجين
- مارسيليا
- ساو باولو
- ألفورفيل
- كوماسي
- Pontault-Combault [الإنجليزية]‏
- بولون-بيانكور

## أعلام
- باسيل بولي
- أوجين كوفي كوامي
- سيدو دومبيا
- أمادو همباطي با
- جان هيلين
- يوهان دجورو
- جان ماري أديافي
- ديدييه دروغبا
- دونالد-أوليفيه سييه